# Индастри (Калифорния)
Индастри (англ. Industry) — город в округе Лос-Анджелес, штат Калифорния. Индастри расположен в районе долины Сан-Габриэль и является промышленным пригородом Лос-Анджелеса. Статус города был получен 18 июня 1957 года. На территории Индастри расположено около 2 500 предприятий, которые располагают 80 000 рабочих мест, однако, по данным переписи населения 2000 года, в городе полностью проживает лишь 777 человек.

## География
Общая площадь города составляет 30,80 км². Высота центра населенного пункта — 98 метров над уровнем моря. Индастри расположен в районе долины Сан-Габриэль и является пригородом Лос-Анджелеса.

## Экономика
Зонирование города, в первую очередь, посвящено бизнесу: промышленному (92%) и коммерческому (8%). В Индастри не существует налогов на бизнес, однако, налог на имущество здесь самый высокий по округу — 1,92%. Именно в Индастри планируется строительство 75-тысячного футбольного стадиона Лос-Анджелес.

## Демография
По данным переписи 2000 года, население Индастри составляет 777 человек, 121 домохозяйство и 93 семьи, проживающих в городе. Плотность населения равняется 25,6 чел/км². В городе 124 единиц жилья со средней плотностью 4,1 ед/км². Расовый состав города включает 54,83% белых, 4,25% чёрных или афроамериканцев, 2,70% коренных американцев, 3,86% азиатов, 29,47% представителей других расы и 4.89% представителей двух и более рас. 60,23% из всех рас — латиноамериканцы.
Из 121 домохозяйства 47,9% имеют детей в возрасте до 18 лет, 58,7% являются супружескими парами, проживающими вместе, 14,0% являются женщинами, проживающими без мужей, а 23,1% не имеют семьи. 19,8% всех домохозяйств состоят из отдельных лиц, в 8,3% домохозяйств проживают одинокие люди в возрасте 65 лет и старше. Средний размер домохозяйства составил 4,24, а средний размер семьи — 4,60.
В городе проживает 23,9% населения в возрасте до 18 лет, 8,9% от 18 до 24 лет, 29,1% от 25 до 44 лет, 18,9% от 45 до 64 лет, и 9,2% в возрасте 65 лет и старше. Средний возраст населения — 37 лет. На каждые 100 женщин приходится 125,2 мужчин. На каждые 100 женщин в возрасте 18 лет и старше приходится 128,2 мужчин.
Средний доход на домашнее хозяйство составил $49 423, а средний доход на семью $47 321. Мужчины имеют средний доход в $26 016 против $7 292 у женщин. Доход на душу населения равен $9 877. Около 17,4% семей и 14,5% всего населения имеют доход ниже прожиточного уровня, в том числе 20,2% из них моложе 18 лет и 0% от 65 лет и старше.